# Шлегель, Иоганн Элиас
Иоганн Элиас Шлегель (17 января 1719 — 13 августа 1749) — немецкий писатель, поэт и драматург, литературный критик. Брат Иоганна Адольфа Шлегеля и Иоганна Генриха Шлегеля.

## Биография
Иоганн Элиас Шлегель родился в Мейсене и в 1733—1739 годах получил образование в Земельной школе Пфорта. Уже в школе он написал ряд драматических произведений: Гекуба (1736), Троянки и Братья в Тавриде (1737, позднее — Орест и Пилад), причем последняя в 1739 году была поставлена в Лейпциге труппой Каролины Нойбер.
Поступив в 1739 году в Лейпцигский университет, он изучал историю, философию и право. В этот период Шлегель свёл знакомство с Готтшедом, и с 1740 года был регулярным автором в выпускавшемся Готтшедом журнале Schaubühne. При этом Шлегель был, вероятно, первым немецкоязычным автором, указавшим на образцовость шекспировской поэзии и драматургии. В 1741 году из-под его пера вышла драма Герман, постановкой которой в 1766 году был открыт лейпцигский театр на Ранштедтском бастионе.
В 1743 году он стал личным секретарём своего родственника, фон Шпенера, саксонского посла при датском дворе. В 1748 году он стал экстраординарным профессором академии в Сорё, прожив в этом городе последний год своей жизни. Был школьным товарищем Клопштока и сотрудником Геллерта.
На протяжении жизни сотрудничал в  Bremer Beiträge; в период его жизни в Дании издавал театральный еженедельник Der Fremde. Собрание его сочинений, изданное его братом Иоганном Генрихом Шлегелем (5 томов, 1761—1770), содержит ряд трагедий, комедий, рассказов, од и критических статей; многие его критические статьи при жизни были высоко оценены.
Наиболее известные произведения: комедии Der Triumph der guten Frauen и Die stumme Schönheit, написанные сначала в прозе, а затем переписанные александрийским стихом, и трагедии Hermann и Canut, также написанные александрийским стихом.